# Kułar
Kułar (ros. Кулар) – pasmo górskie w azjatyckiej części Rosji, w Jakucji. Jest odgałęzieniem północnej części Gór Wierchojańskich i odchodzi od głównej grani tych gór (pasma Orułgan) w kierunku północno-wschodnim. Ciągnie się na długości około 380 km. Od zachodu ogranicza je dolina rzeki Omołoj, za którą znajduje się pasmo Sijetindienskij chriebiet, a od wschodu dolina rzeki Jana. Najwyższy szczyt (bez nazwy) ma wysokość 1289 m n.p.m.
Pasmo stanowi dział wodny między dorzeczami rzek Omołoj i Jany. 
Zbudowane jest z łupków i piaskowców, a także granitów. Roślinność tundrowa, w dolinach tajga modrzewiowa.
Wydobycie złota i cyny.